# يآركو ليبولا
يآركو ليبولا (بالفنلندية: Jaakko Lepola)‏ هو لاعب كرة قدم فنلندي في مركز الوسط، ولد في 14 مارس 1990 في إسبو في فنلندا. شارك مع منتخب فنلندا تحت 19 سنة لكرة القدم ومنتخب فنلندا تحت 21 سنة لكرة القدم. أما مع النوادي، فقد لعب مع نادي لاهتي وهونكا.

## وصلات خارجية
- يآركو ليبولا على موقع قاعدة بيانات كرة القدم.إي يو (الإنجليزية)
- يآركو ليبولا على موقع Soccerway.com (الإنجليزية)